# Uaitame (Uato-Lari)
Uaitame (Waitame) ist ein osttimoresischer Ort und Suco im Verwaltungsamt Uato-Lari (Gemeinde Viqueque).

## Geographie
Vor der Gebietsreform 2015 hatte Uaitame eine Fläche von 41,65 km². Nun sind es 13,96 km². Der Suco liegt im Süden des Verwaltungsamts Uato-Lari an der Timorsee. Westlich befindet sich der Suco Matahoi, nördlich der Suco Afaloicai und östlich, jenseits des Flusses Bebui, der Suco Babulo. In ihn mündet der Iramuin, der Grenzfluss zu Afaloicai. Dem südlichen Teil der Grenze folgt der Fluss Belia. In ihn mündet der nah der Küste in Uaitame verlaufende Cailao.
Der Ort Uaitame liegt im Zentrum des Sucos, auf einer Meereshöhe von 22 m, an der südlichen Küstenstraße, einer der wichtigsten Verkehrswege des Landes. Hier befindet sich eine Grundschule.
Die größeren Siedlungen des Sucos liegen an der südlichen Küstenstraße, die quer durch das Zentrum von Uaitame führt. Neben Uaitame sind dies Naedala (Naidala), Saebau (Sacbau), Databai (Darabai), Fohomano und Dinban (Dinbau). In Saebau gibt es eine zweite Grundschule im Suco.
Im Suco befinden sich die fünf Aldeias Fohomano (Foho Manu), Macadique, Rai Laa, Sana und Uma Qui Ic.

## Einwohner
In Uaitame leben 1.170 Einwohner (2022), davon sind 562 Männer und 608 Frauen. Im Suco gibt es 242 Haushalte. Fast 51 % der Einwohner geben Naueti als ihre Muttersprache an. Fast 45 % sprechen Makasae, 2,5 % Tetum Prasa und eine kleine Minderheit Bunak.

## Geschichte

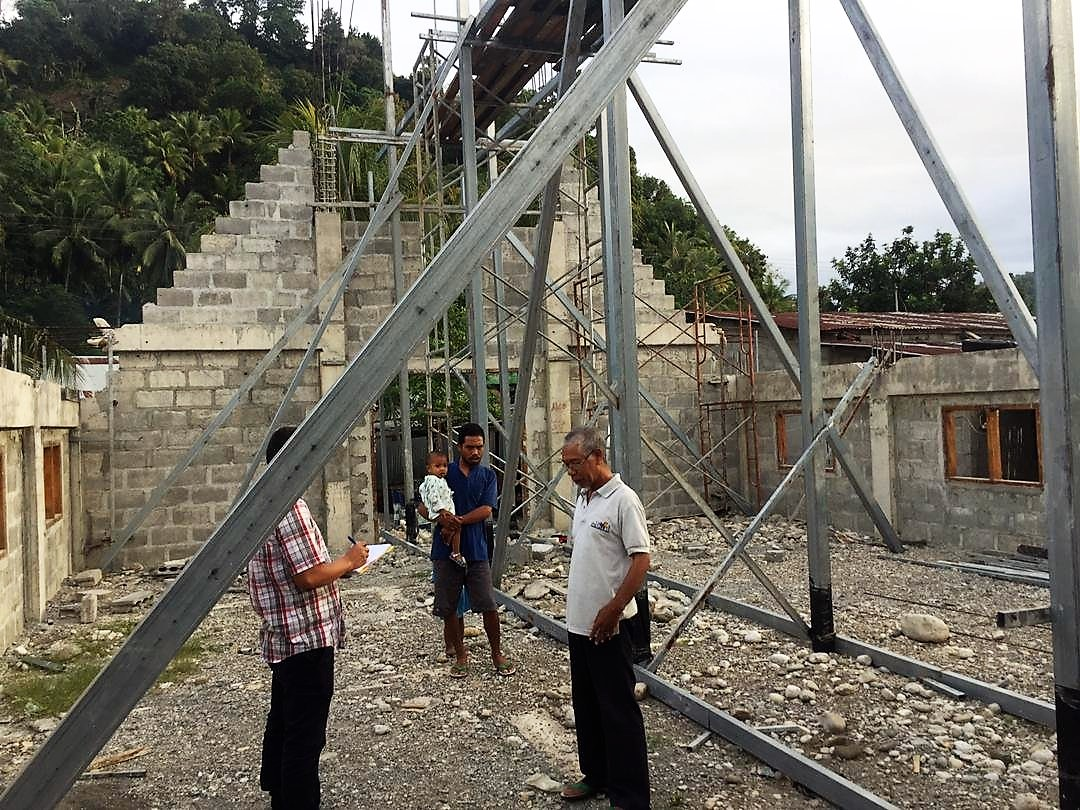
Baustelle der protestantischen Kirche in Naedala (2022)

Von der lokalen vorkolonialen Geschichte gibt es nur mündliche Überlieferungen. Demnach war das Reich von Babulo der Naueti die dominierende Macht der Region. Es stand im Konflikt mit dem Reich von Builo. Die portugiesische Kolonialmacht entsandte schließlich einen Abkömmling vom Reich von Luca als Herrscher von Uaitame und Vessoru und setzte ihn hierarchisch über jenem von Babulo. Der Herrscher aus Luca sorgte für eine Beendigung des Konflikts. In der Zeit vor dem Zweiten Weltkrieg begannen Makasae aus Afaloicai kommend sich in den Naueti-Gebieten anzusiedeln. Dom Umberto, Liurai von Uaitame, und sein Nachfahre Gaspar de Sana warben Einwohner Afaloicais an, um Felder um Databai und am Westufer des Bebuis zu bestellen. Diese Gebiete wurden oft zu einem Zankapfel zwischen Einzelpersonen und Gruppen aus Afaloicai und den Sucos von Macadique und Matahoi.

## Politik

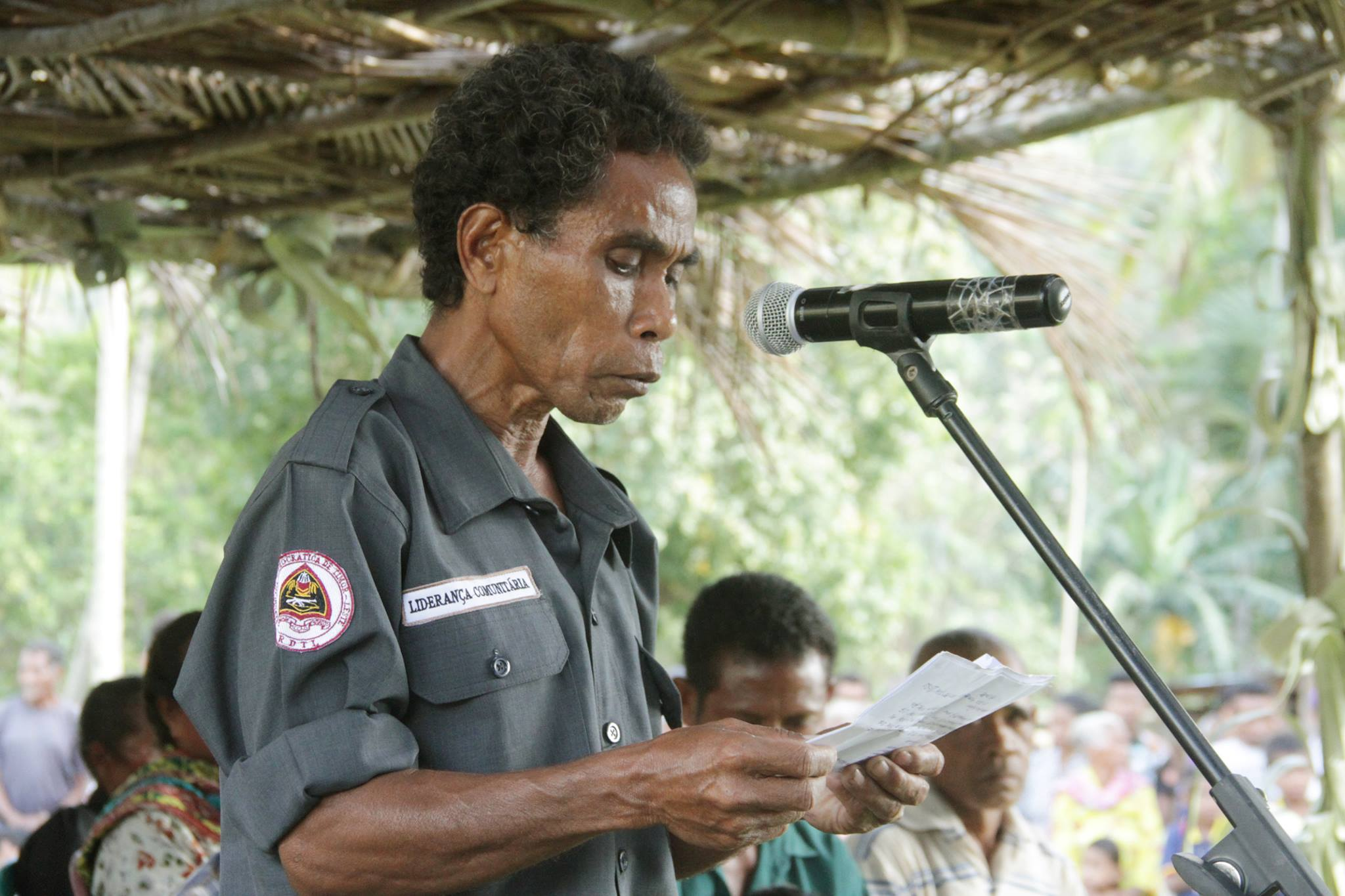
Marcelino Pinto Alves (2016)

Bei den Wahlen von 2004/2005 wurde Pedro Lopes zum Chefe de Suco gewählt. Bei den Wahlen 2009 gewann Marcelino Pinto Alves und 2016 José do Rosario.

## Persönlichkeiten
- José Gusmão (1955–2022), Unabhängigkeitskämpfer